# بوگیمن (فیلم ۱۹۸۰)
بوگی‌من یا لولوخورخوره (انگلیسی: The Boogeyman) یک فیلم اسلشر و فراطبیعی ترسناک آمریکایی محصول سال ۱۹۸۰ به نویسندگی و کارگردانی اولی لومل با بازی سوزانا لاو، جان کارادین و ران جیمز است. عنوان این فیلم به خرافات دیرینه موجودات بوژی اشاره دارد و داستان آن مربوط به دو خواهر و برادر است که توسط روح دوست پسر فوت شده مادرشان که از آینه رها شده‌است، مورد هدف قرار می‌گیرند.
این فیلم در گیشه موفق بود و نقدهای متفاوت تا منفی منتقدان را دریافت کرده‌است، با انتقاداتی که عمدتاً در مورد شباهت‌های شدید فیلم‌های ترسناک قبلی مانند: هالووین (۱۹۷۸)، جن‌گیر (۱۹۷۳) و وحشت در آمیتی‌ویل (۱۹۷۹) وجود دارد. این فیلم با دو دنباله دنبال شد: بوگی‌من ۲ (۱۹۸۳) و بوگی‌من ۳: بازگشت (۱۹۹۴).